# Hollywood-revyn 1930
Hollywood-revyn 1930 (originaltitel: The Hollywood Revue of 1929) är en amerikansk musikalfilm från 1929 regisserad av Charles F. Reisner.

## Handling
Filmen har ingen sammanhängande handling, utan består av olika sångnummer och sketcher. Conrad Nagel och Jack Benny är filmens konferencierer och presenterar 1920-talets stora stjärnor från Metro-Goldwyn-Mayer. Bland de uppträdande finns Cliff Edwards som framför sången Singin' in the Rain på ukulele, Joan Crawford som dansar och framför Gotta Feelin' For You och Helan och Halvan som utför ett trolleritrick.

## Om filmen
Filmen är en tidig ljudfilm och innehåller några sekvenser filmade i färg.
Filmen har gått under två svenska titlar; Hollywood-revyn 1930 när filmen hade Sverigepremiär den 1 april 1930 och Calle Hagman i Hollywood när filmen visades på nytt den 15 maj 1930. Båda gångerna gick filmen på biografen Palladium i Stockholm.
Filmen blev framgångsrik på bio och hyllad av både publik och filmkritiker.
Filmen blev nominerad till en Oscar vid Oscarsgalan april 1930 för bästa film.

## Rollista
- Conrad Nagel
- Jack Benny
- Joan Crawford
- Marion Davies
- John Gilbert
- Norma Shearer
- Bessie Love
- Anita Page
- Marie Dressler
- William Haines
- Buster Keaton
- Stan Laurel (Halvan)
- Oliver Hardy (Helan)
- Gus Edwards
- Lionel Barrymore
- Cliff Edwards
- Nils Asther
- Ann Dvorak[2]